# Cornelius (músico)
Cornelius es el nombre artístico de Keigo Oyamada (小山田 圭吾 Oyamada Keigo?, Setagaya, Tokio, 27 de enero de 1969), un músico y productor japonés.
Fue posicionado en el puesto número 43 en la lista de los mejores 100 artistas japoneses hecha por HMV.

## Historia
Oyamada entraría a la fama como parte del dúo Pop Flipper's Guitar, uno de los grupos clave del movimiento Shibuya-kei de Tokio. Después de la separación de Flipper's Guitar en 1991, Oyamada se apodó a sí mismo "Cornelius" y se embarcó en una exitosa carrera solista. Escogió su seudónimo en tributo al personaje del mismo nombre de la película El planeta de los simios.
Los periodistas estadounidenses suelen describir el estilo musical de Cornelius como similar al de Beck, al que Cornelius considera como influencia junto con The Beach Boys, The Jesus and Mary Chain, Primal Scream y la banda brasileña Kassin + 2, entre otras.
La música de Cornelius puede ser descrita como experimental y exploratoria, y con frecuencia incorpora elementos disonantes alrededor de sonidos familiares armónicamente agradables. Esta tensión, más su práctica de mezclar sonidos y samples propios de la cultura de masas, tonos electrónicos puros y sonidos de la naturaleza (como en su álbum Point), hacen que él sea categorizado como un artista de "gusto adquirido". 
En septiembre de 2006, él ya había dejado el sello Matador Records.
Oyamada se casó con su compañera y colaboradora Takako Minekawa en el año 2000, con la que tiene un hijo, Milo, quien nombrado así por el hijo de Cornelius en El planeta de los simios. Cornelius es primo segundo de Joi Ito.

## Discografía

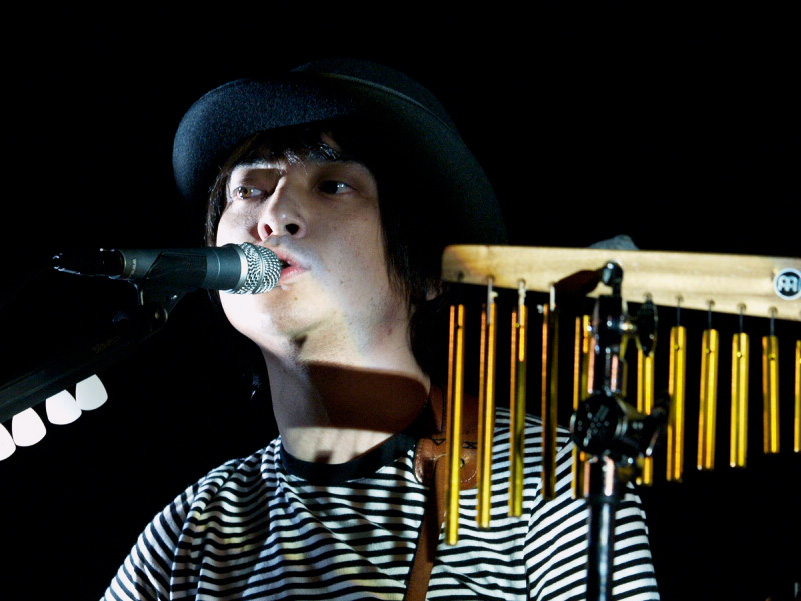
Cornelius en el festival Moers del 2007.

### Álbumes
- The First Question Award (1994)
- 69/96 (1995)
- Fantasma (1997)
- Point (2001)
- Sensuous (2006)
- Mellow Waves (2017)
- Ripple Waves (2019)
- Dream in a Dream (2023)
- Ethereal Essence (2024)

### Álbumes de Remixes
- 96/69 (1996), remix de 69/96
- FM (1998), Remixes de Fantasma hechos por Varios Artistas
- CM (1998), Remixes de Cornelius a artistas que contribuyeron a FM
- CM2 (2003), una colección de Remixes de Cornelius
- PM (2003), Remixes de Point Hechos por varios artistas
- CM3 (2009), una colección de Remixes de Cornelius

### EP
- Holidays in the Sun EP (1993)
- Cornelius Works 1999 (1999), Raro CD promocional de 3-D Corporation Ltd. (Japón)
- Gum EP (2008)

### Singles
- The Sun Is My Enemy (1993)
- Perfect Rainbow (1993)
- (you can't always get) what you want (1994)
- Moon Light Story (1994)
- Moon Walk (1995), Solo en casete
- Star Fruits Surf Rider (1997)
- Freefall (1997), Exclusivo para Reino Unido
- Chapter 8 (1997), Exclusivo para Reino Unido
- Point of View Point (2001)
- Drop (2001)
- Music (23 de agosto de 2006)
- Breezin' (27 de septiembre de 2006)

### DVD/VHS
- EUS (2000), live performances
- Five Point One (2003), a DVD package of music videos and PM
- Sensurround (2008), una versión DVD de Sensuous con videos de acompañamiento.

### Compilaciones
- Tribute Spirits (1 de mayo de 1999)

### Otros Trabajos
- Cornelius compuso la música de Coloris (2006), un juego de Nintendo para la Game Boy Advance.[3] También apareció en el programa Yo Gabba Gabba! presentando una versión de su canción "Count Five or Six" como una forma de enseñar a los niños a contar. Esto se puede ver en el episódio titulado "Share".
- Fue el musicalizador de la serie de anime Net-juu no Susume.[4]